# 30421 Jameschafer
30421 Jameschafer è un asteroide della fascia principale. Scoperto nel 2000, presenta un'orbita caratterizzata da un semiasse maggiore pari a 2,7999205 UA e da un'eccentricità di 0,1158675, inclinata di 9,70875° rispetto all'eclittica.